# Shady Spring
Shady Spring est une census-designated place située dans le comté de Raleigh, dans l’État de Virginie-Occidentale, aux États-Unis. Sa population s’élevait à 2 998 habitants lors du recensement de 2010.

## Personnalité liée à la ville
Basil L. Plumley est né à Shady Spring en 1920.

## Source
- (en) Cet article est partiellement ou en totalité issu de l’article de Wikipédia en anglais intitulé « Shady Spring, West Virginia » (voir la liste des auteurs).